# Astragalus americanus
Astragalus americanus är en ärtväxtart som först beskrevs av William Jackson Hooker, och fick sitt nu gällande namn av Marcus Eugene Jones. Astragalus americanus ingår i släktet vedlar, och familjen ärtväxter. Inga underarter finns listade i Catalogue of Life.